# Houtwespen
De houtwespen (Siricidae) zijn een insectenfamilie van vliesvleugeligen (Hymenoptera). Wereldwijd zijn 122 soorten bekend.

## Kenmerken
Deze insecten hebben een roodbruin, zwart-met-geel of paars-met-metallic lichaam. Aan de achterzijde hebben ze een vervaarlijk uitziende hoorn, maar ze kunnen niet steken. De vrouwtjes hebben een lange legboor. De lichaamslengte varieert van 1,8 tot 4,2 cm.

## Voortplanting
De eieren worden in boomstammen afgezet. Het leven van de larven speelt zich in hoofdzaak in het hout af en ze eten de daarin voorkomende zwammen en ook het hout. Ze verpoppen zich in een cocon van zijde en fijngekauwd hout.

## Verspreiding en leefgebied
Deze familie komt voor in gematigde streken op het noordelijk halfrond, op en bij loof- en naaldbomen.

## Taxonomie
- Onderfamilie Auliscinae
  - Geslacht Aulisca
  - Geslacht Megaulisca
  - Geslacht Megura
- Onderfamilie Praesiricinae
  - Geslacht Aulidontes
  - Geslacht Praesirex
  - Geslacht Xyelydontes
- Onderfamilie Siricinae
  - Geslacht Eoxeris
  - Geslacht Neoxeris
  - Geslacht Sirex
  - Geslacht Siricosoma
  - Geslacht Sirotremex
  - Geslacht Urocerus
  - Geslacht Xeris
  - Geslacht Xoanon
- Onderfamilie Tremicinae
  - Geslacht Afrotremex
  - Geslacht Eriotremex
  - Geslacht Teredon
  - Geslacht Tremex

## In Nederland waargenomen soorten
- Genus: Sirex
  - Sirex juvencus
  - Sirex noctilio
  - Sirex torvus
- Genus: Tremex
  - Tremex fuscicornis
  - Tremex magus
- Genus: Urocerus
  - Urocerus albicornis
  - Urocerus augur
  - Urocerus fantoma
  - Urocerus gigas - (Reuzenhoutwesp)
- Genus: Xeris
  - Xeris spectrum - (Zwarte Dennenhoutwesp)